# Мухтар, Алмахди Али
Алмахди Али Мухтар (араб. المهدي علي مختار‎; род. 2 марта 1992, Доха) — катарский футболист, защитник клуба «Аль-Вакра».

## Карьера
До 2015 года играл за «Аль-Садд». В составе него стал чемпионом Катара в сезоне 2012/2013, выиграл Лигу чемпионов АФК 2011, Кубок Катара в 2014 году. 16 июля 2015 года стал игроком «Аль-Гарафы».
В составе сборной Катара дебютировал 28 декабря 2012 года в матче против Египта.
В 2015 году был в составе сборной на Кубке Азии. На турнире полностью отыграл все три матча.